# ラジオタウンで恋をして
『ラジオタウンで恋をして』（Tune In Tomorrow...）は、1990年製作のアメリカ映画。この映画はペルー出身の作家マリオ・バルガス・リョサの小説『フリアとシナリオライター』を映画化したものである。監督はジョン・アミエル、主演はピーター・フォーク、キアヌ・リーブス、バーバラ・ハーシー。

## 物語
1951年のニューオリンズ地方を舞台に、叔母に恋したニュースライターと、彼らをネタにラジオドラマを書こうとする売れっ子脚本家の三角関係を描いたファンタスティックなラブコメディ。
若手ライターのマーチンは、年上のジュリアという女性に恋してしまうが、自分の叔母だったことを知って当惑する。同じ頃、人々をラジオで魅了する天才売れっ子脚本家のペドロ・カーマイケルと知り合ったマーチンは、彼にこのことを相談する。数日後、自分の境遇とよく似た恋愛ドラマがラジオで流れてしまう。

## キャスト
- ピーター・フォーク：ペドロ・カーマイケル
- キアヌ・リーブス：マーチン
- バーバラ・ハーシー：ジュリア
- ピーター・ギャラガー：劇中劇の男
- パトリシア・クラークソン：オルガ
- エリザベス・マクガヴァン：イレーナ
- ダン・ヘダヤ：ロバート

## 評価
レビュー・アグリゲーターのRotten Tomatoesでは12件のレビューで支持率は50%、平均点は6.00/10となった。